# The Misfits
The Misfits je američki horror punk sastav osnovan 1977. u New Jerseyju.

## Diskografija
Studijski albumi
- Static Age (1978.)
- Walk Among Us (1982.)
- Earth A.D./Wolfs Blood (1983.)
- American Psycho (1997.)
- Famous Monsters (1999.)
- Project 1950 (2003.)
- Devil's Rain (2011.)

## Vanjske poveznice
- Službena stranica